# Eduardo Pansica
Eduardo Pansica é um quadrinista brasileiro, formado em Cinema de Animação pela Escola de Belas Artes da UFMG- Universidade Federal de Minas Gerais, em 2008.  Ele também é ex-aluno e, atualmente, professor da Casa dos Quadrinhos Escola Técnica de Artes Visuais.
Começou a trabalhar como desenhista para o mercado internacional de quadrinhos em 2003, como assistente de arte do Big Jack Studios em Belo Horizonte.  Atualmente é agenciado pela Chiaroscuro Studios.  A partir de 2009, começou a fazer trabalhos para a DC Comics, entre eles, algumas edições da Mulher Maravilha.  Em 2013, se tornou responsável pela revista Batwing, na qual trabalhou durante dois anos antes de migrar para o título dos Lanternas Verdes. 
Também trabalha no mercado de quadrinhos brasileiros, lançando em 2016,  junto com o roteirista Cristiano Seixas, a HQ independente Calango.  O segundo volume saiu em 2017, através de financiamento coletivo.      Com esse trabalho, ele e Cristiano Seixas foram co-vencedores do KOHQ 2, edital do SPCine que premia quadrinhos brasileiros para adaptação para jogos em dispositivos móveis. 
Alguns trabalhos de Eduardo Pansica são: Final Crisis Aftermath: Dance, Blackest Night: Wonder Woman, Blackest Night: JSA,Adventure Comics, Superman: War of the Supermen, Wonder Woman, Batman Beyond, Teen Titans, Deathstroke V2, Detective Comics, Stormwatch, Superboy, Batwing, Earth 2: World's End,  Batman Eternal, Convergence, Deathstroke V3, Legend of Tomorrow:Firestorm, Legends of Tomorrow: Firestorm,  General Mills Presents Batman v Superman: Dawn of Justice – Lights Out, Green Lanterns, Shazam! Future State. . 